# Nagybúny
Nagybúny település Romániában, Máramaros megyében.

## Fekvése
Nagyilondától északnyugatra, Kisnyíres és Frinkfalva közt fekvő település.

## Története
Nagybúny (Búny) nevét 1405-ben említette először oklevél Boon néven.
1475 körül Bon, 1549-ben Nagh-Bona, 1650-ben Nagy-Bún néven írták.
Kővár tartozéka volt és román lakosságú falu, melyet még Zsigmond király
1405-ben adományozott Balk fiainak Demeternek és Sandrinnak és Drág fiainak Györgynek és Sandrinnak.
1424-ben való osztozáskor Drag fiainak Györgynek és Sandrinnak jutott.
1553-1554-ben is Drágffy György birtokaként említették.
1556-ban Izabella királyné az utód nélkül elhalt Drágffy György birtokát Báthory Györgynek és nejének Annának és fiuknak Istvánnak adományozta.
1604-ben Basta a falu jövedelmét Vajda Jánosnak adományozta.
1651-ben Kun László és neje Ábrámffy Katalin birtokaként említették.
1699-ben A Toldi családé és övék volt a birtok nagy része még 1793-ban is.
1820-ban gróf Teleki József és báró Miske Imre volt a település birtokosa.
A 20. század elején Szolnok-Doboka vármegye Nagyilondai járásához tartozott.
1910-ben 882 lakosa volt, melyből 41 magyar, 839 román volt. Ebből 10 római katolikus, 829 görögkatolikus, 34 izraelita volt.

## Nevezetességek
- Görögkatolikus kőtemplomát 1830-ban szentelték fel. Anyakönyvet 1833-tól vezetnek.